# クレア・クレイマー
クレア・クレイマー（Clare Kramer、1974年9月3日 - ）は、アメリカ合衆国の女優。ジョージア州アトランタ生まれ。

## 来歴
デラウェア州とオハイオ州で育ち、高校卒業後にニューヨーク大学のTisch School of the Artsで学ぶ。1999年にロサンゼルスに移り、多くのテレビ・映画に出演。2005年にプロデューサーの Brian R. Keathley と結婚した。

## 出演作

### 映画
- イン&アウトIn & Out (1997)
- チアーズ! Bring It On(2000)
- ルールズ・オブ・アトラクション The Rules of Attraction (2002)
- D.E.B.S. (2003) 
『恋のミニスカウェポン』（2004年）シリーズの2003年版。
- ディテンション The Gravedancers (2006)

### テレビ
- バフィー 〜恋する十字架〜 Buffy Vampire Slayer (2000-2002)
- サブリナ Sabrina, the Teenage Witch (2002)
- トゥルー・コーリング Tru Calling (2004)
- HOUSE House M.D. (2006)